# Fairview (Dakota del Sud)
Fairview és una població dels Estats Units a l'estat de Dakota del Sud. Segons el cens del 2000 tenia 94 habitants.

## Demografia
Segons el cens del 2000, Fairview tenia 94 habitants, 31 habitatges, i 23 famílies. La densitat de població era de 329,9 habitants per km².
Dels 31 habitatges en un 41,9% hi vivien nens de menys de 18 anys, en un 71% hi vivien parelles casades, en un 0% dones solteres, i en un 22,6% no eren unitats familiars. En el 19,4% dels habitatges hi vivien persones soles el 3,2% de les quals corresponia a persones de 65 anys o més que vivien soles. El nombre mitjà de persones vivint en cada habitatge era de 3,03 i el nombre mitjà de persones que vivien en cada família era de 3,38.
Per edats la població es repartia de la següent manera: un 33% tenia menys de 18 anys, un 8,5% entre 18 i 24, un 28,7% entre 25 i 44, un 21,3% de 45 a 60 i un 8,5% 65 anys o més.
L'edat mediana era de 31 anys. Per cada 100 dones de 18 o més anys hi havia 96,9 homes.
La renda mediana per habitatge era de 29.063 $ i la renda mediana per família de 28.750 $. Els homes tenien una renda mediana de 25.625 $ mentre que les dones 21.250 $. La renda per capita de la població era de 14.471 $. Cap de les famílies i el 9,2% de la població estaven per davall del llindar de pobresa.

## Poblacions més properes
El següent diagrama mostra les poblacions més properes.